# Craugastor loki
Craugastor loki is een kikker uit de familie Craugastoridae. De soort werd voor het eerst wetenschappelijk beschreven door Frederick A. Shannon & John E. Werler in 1955. Oorspronkelijk werd de wetenschappelijke naam Eleutherodactylus loki gebruikt en de soort is ook beschreven onder de naam Eleutherodactylus sanmartinensis. De soortaanduiding loki verwijst naar de Noordse God Loki.
De soort komt voor in delen van Midden-Amerika en leeft in de landen Belize, El Salvador, Guatemala, Honduras en Mexico.